# The Miracle of Life (film 1915)
The Miracle of Life (o The Miracle of Love) è un mediometraggio del 1915 diretto da Harry A. Pollard. Prodotto dalla American Film Manufacturing Company, il film ha come tema l'aborto.
La sceneggiatura di Olga Printzlau venne usata per una storia breve di Charles Edward Rich pubblicata sul Picture-Play Weekly del 23 ottobre 1915.

## Trama
Una giovane sposa scopre di essere incinta e consulta un vecchio amico per trovare un sistema per abortire. Prende un potente farmaco che la sbarazza del bambino ma che danneggia anche la sua salute. Quando il marito viene a sapere ciò che ha fatto, divorzia.

Passano gli anni. Divorziata, sola e ormai anziana, la donna viene visitata dal fantasma del "bambino che avrebbe potuto essere". Il fantasma la porta in un viaggio spirituale dove vede il suo ex marito, che è felicemente risposato e circondato dai suoi figli. Vede Babyland, il luogo dove i futuri bambini aspettano la loro nascita; vede anche la propria morte e dannazione.

Risvegliatasi dall'incubo, la donna è felice di non avere ancora preso il farmaco e si precipita a dire al marito della sua maternità imminente.

## Produzione
Il film, girato nel marzo 1915, fu prodotto dalla American Film Manufacturing Company. Gran parte delle riprese furono girate negli studios della compagnia di Santa Barbara con il titolo di lavorazione The Dream Baby.
Su Motion Picture News del 29 gennaio 1916 Olga Printzlau dichiarava che il film, che avrebbe dovuto intitolarsi The Divinity of Motherhood, era il sequel di Motherhood con il quale, nel 1914, lei aveva iniziato la sua carriera di sceneggiatrice cinematografica.

## Distribuzione
Variety del 1º ottobre 1915 annunciò il film come un "aiuto" alle forze che si opponevano al "controllo delle nascite" e al "suicidio della razza".
Distribuito dalla Mutual Masterpicturel, il film - un mediometraggio in quattro bobine - uscì nelle sale statunitensi il 21 ottobre 1915. Ne venne fatta una riedizione distribuita il 15 ottobre 1917.

### Conservazione
Non si conoscono copie ancora esistenti della pellicola che viene considerata presumibilmente perduta.

## Accoglienza
Il film fu caldamente raccomandato su Moving Picture World dell'8 aprile 1916 con la pubblicazione della lettera di una manager teatrale dell'Ohio, Gertrude Moore, che lo raccomandò ai club femminili di tutta la regione.